# Ломаев, Антон Яковлевич
Антон Яковлевич Ломаев (род. 13 марта 1971, Витебск) — российский художник-иллюстратор. Член Союза художников России.
Антон Ломаев родился 13 марта 1971 г. в городе Витебске. Посещал художественное объединение Дворца пионеров и детскую художественную школу в Витебске. В 1982 г. году переехал в Ленинград. С 1982 по 1989 гг. учился в СХШ им. Б. В. Иогансона при институте им И. Е. Репина. В 1992 г. поступил в Санкт-Петербургский Государственный академический институт живописи, скульптуры и архитектуры им. И. Е. Репина. Учился в мастерской книжной графики под руководством А. А. Пахомова (1994—1998). В 1998 г. окончил институт, защитив диплом "Серия иллюстраций и оформление к «Королю Лиру» У. Шекспира (похвала Совета).
С конца 1990-х гг. началась его самостоятельная деятельность как книжного графика (издательство «Терра» (М., СПб.), «Нева» (СПб.), АСТ (М.) и др.). Долгое время он сотрудничал с петербургским издательством «Азбука». Оформлял обложки, выполнял отдельные иллюстрации к сериям и отдельным изданиям жанра фэнтези. Антоном Ломаевым были оформлены культовые для издательства «Азбуки» серии книг произведений Марии Семеновой, Хольма ван Зайчи, Алексея Иванова, серии «Рэдволл» Б. Джейкса, и «Миры Крестоманси» и «Волшебные бестселлеры Дианы Уинн Джонс» Д. У. Джонса.
В 2009 г. вышла книга «Русалочка» Х. К. Андерсена с иллюстрациями Антона Ломаева (изд. «Азбука»). С этого издания начался новый этап в творчестве художника. За десять лет было выпущено несколько десятков большеформатных книг с полноцветными иллюстрациями для семейного чтения. Каждый разворот такой книги — это отдельная картина, созданная на основе авторской трактовки художественного произведения.
Художник создал большую серию иллюстраций к произведениям Артура Конан Дойл «Собака Баскервилей» (М.: ИД Мещерякова, 2014), Исаака Бабеля «Одесские рассказы» (СПб.: Азбука, Азбука-Аттикус, 2015). Книги "Колыбельная для маленького пирата (2018) и «Бом-Бом» (2019) имеют автобиографический характер, написаны и оформлены самим художником.
Несколько книг с иллюстрациями художника были переизданы за рубежом. Иллюстрации к «Wolf hunters» James Oliver Curwood (Sarbacane Editions, 2019) пока не были изданы в России.
В 2019 г. совместно с супругой Лоретой Антон Ломаев учредил собственное издательство «Лорета», в котором выходят новые работы художника и переиздаются книги прошлых лет.
Лучшие профессионалы в области книжного искусства отмечают достоинства и оригинальность работ Антона Ломаева. Художник был награждён премией «Золотое яблоко» (BIB Golden Apple) международного конкурса иллюстраций книг для детей и юношества в Братиславе за иллюстрации к авторской книге «Колыбельная для маленького пирата» (2019), почетный дипломом Международного Совета по детской книге IBBY (International Board on Books for Young People) за книгу «Храбрый портняжка» (2018), является лауреатом Всероссийского конкурса книжной иллюстрации «Образ книги» (2013, 2014, 2018, 2019, 2024) и др.

## Избранные выставки
- Выставка иллюстраций Антона Ломаева к сказке Шарля Перро «Красная Шапочка», ЦГДБ им. А. С. Пушкина (2013) , Санкт-Петербург.
- Выставка иллюстраций Антона Ломаева к детским книга, Детская библиотека, МЦБС им. М. Ю. Лермонтова (2018), Санкт-Петербург.
- Выставка иллюстраций Антона Ломаева к детским книга, ЦГДБ им. А. С. Пушкина (2018) , Санкт-Петербург.
- «Щелкунчик и мышиный король», Музей-квартира Н. А. Некрасова (2018) , Санкт-Петербург.
- «Морфология волшебной сказки», галерея Arts Square Gallery (2019), Санкт-Петербург.
- Выставка иллюстраций Антона Ломаева "Жизнь пиратская в полоску" (2024) в Союзе художников, Санкт-Петербург.